# Медиавоздействие
Медиавоздействие — это влияние средств массовой информации на жизнедеятельность человека. Термин «медиавоздействие» употребляется в изучении медиа, психологии, теории коммуникаций и социологии.
В наше время главными международными информационными агентствами являются Ассошиэйтед Пресс (Associated Press), ЮПИ (United Press International), Рейтер (Reuters) и Франс Пресс (Agence France Press). Ежедневно они распространяют около 90 % информации по всему миру.

## История
На протяжении всей истории человечества люди понимали, что СМИ имеет сильное влияние на человека.
То, что реклама предполагает признание медиавоздействия, определило развитие средств массовой информации в США. Реклама стала основным доходом журналов, газет, радио и телевидения.
С XVII века в Европе, несмотря на цензуру, в прессу попадали новые идеи и оппозиционные взгляды. А в XVIII веке, философское течение — «Просвещение» полностью изменило мировоззрение европейцев. Цензура ослабевает. Работы Жан-Жака Руссо, Вольтера и других мыслителей того века подвигли народ на борьбу за свои права и восстание против тирании.
В XVI и в начале XVII высший слой общества начал осознавать силу влияния печатного слова. В это время в Америке распространялись таким образом идеи колонизации. Они описывали все положительные стороны жизни в Америке.

## Новые медиа
Теоретики Луи Вирз и Тэлкот Парсонс лишь подчеркнули важность средств массовой информации как инструмента общественного контроля. В XXI веке, с развитием Интернета, появляется новое явление — блоги, которые имеют огромное влияние на общественное мнение.
Существует теория Мандера, которая тесно связана с понятием Джина Бодрилларда «гипердействительность». Примером служит процесс по делу О.Дж. Симпсона в 1994 году, когда реальность, которая передавалась через СМИ была катализатором для создания определённой картины происходящего. В связи с этим, процесс приобрел глобальный масштаб. На самом деле, «гипердействительность» — это понятие, которое предполагает, что медиа являются не только окном к миру, но и частью описываемой реальности.
Маршал Маклюэн в 1960 году вводит понятие «глобальная деревня». Это понятие описывает новую сложившуюся коммуникационную ситуацию. Маклюэн описывает «сжатие» мира с появлением электронных средств связи, когда физическое расстояние между собеседниками перестало играть существенную роль для общения.

### СМИ как инструмент социального контроля
Социологи рассмотрели средства массовой информации как инструмент контроля в исследовании политического и экономического развития в Афро-Азиатских странах. Дэвид Лэрнер подчеркнул влияние средств массовой информации на повышение уровня жизни, увеличение грамотности, урбанизации в переходе от традиционного общества к современному. Согласно Левину, так как сделан акцент на распространение СМИ в развивающихся обществах, властям предстоит преодолеть сильное сопротивление для проникновения в сознание народа.

### СМИ в свободном капиталистическом обществе
Несмотря на то, что в основном ежедневная информация, особенно новости, документальные материалы, и другие информационные программы, собирают в себе очень спорные вопросы, большая часть информационных программ разработана для того, чтобы нести развлекательную функцию. Эти программы должны избегать спорных вопросов, отражать верования и ценности целевой аудитории.

### СМИ, массовая культура и элита
Отношение средств массовой информации к современной массовой культуре обычно рассматривается с точки зрения перехода информации от элиты к массе. Концентрация собственности и контроля средств массовой информации привела к обвинениям в том, что «элита СМИ» занимается «культурной диктатурой». Таким образом ведутся дебаты о влиянии «баронов СМИ», таких как Конрад Блэк и Руперт Мердок. Например, британский Observer (1 марта 1998) сообщил, что Мердок, которому принадлежит HarperCollins решил не издавать книгу «Восток и Запад» («East and West») Криса Паттена, возможно для того, чтобы защитить свои интересы, касающиеся телерадиовещания в Китае («Восток и Запад» описывает китайское руководство как «безликих Сталинистов»). Говоря об этом случае, то автор впоследствии нашел другого издателя. Бывает, что автор прибегает к такому феномену как самоцензура из-за интересов владельца издательства.

## Медиавоздействие, повлекшее насилие
Большое количество исследований было проведено для выявления влияния СМИ на общество.
Просмотр насилия по телевидению — это фактор, который влияет на дальнейшее агрессивное или жестокое поведение индивида. В наше время этот фактор превосходит такие факторы как поведение родителей, расовая принадлежность и бедность. В 2001 году Американская академия детской и подростковой психиатрии подтвердила, что все дети по-разному относятся к сценам насилия: «Воздействие развлекательного насилия на ребёнка комплексно и разнообразно. Некоторые дети подвержены ему больше, чем другие». Дж. Голдстайн утверждает, что привлекательность насилия зависит не только от конкретной ситуации, но от общества в целом. Американские ученые дают большое количество рекомендаций, которые способствуют уменьшению негативного влияния насилия в обществе. В течение многих лет он разработал более сложную цепь причин привлекательности сцен насилия для аудитории.
1. Субъективные характеристики. Наибольший интерес к теме насилия проявляют мужчины; те, кто склонен к агрессии; люди, которые не могут найти своё собственное социальное «Я»; люди, тянущиеся к запретному плоду; люди, у которых сцены насилия не вызывают эмоционального волнения;
2. Сцены насилия для управления настроением; для регуляции волнения и возбуждения;
3. Изображения насилия, которые повышают привлекательность: нереальность (музыка, монтаж, декорации); преувеличение или искажение реальности, фантастический жанр; предсказуемый результат; справедливый финал.
4. Контекст. Сцены насилия более привлекательны в безопасной, знакомой обстановке (военная, криминальная тематика)

«Мне кажется, что в определённом смысле мы сотворили нового человека. Мы создали тип ребёнка, который настолько подвержен воздействию СМИ, что к двенадцати годам он потерян для своих родителей»
Дэвид Боуи
Несколько фактов о влиянии насилия, транслируемого по телевидению, на поведение людей
- 1951 год —Американские передачи со сценами насилия составляли 10 % телевизионного времени.
- 1984 год — 22-летнее наблюдение за 875 американскими мальчиками и девочками в возрасте от 8 лет, обнаружило, что мальчики увлечены насилием по телевидению. Они в 4-5 раз более склонны к тому, чтобы стать преступниками в будущем. Дети, которых сильно привлекало экранное насилие, став взрослыми, были склонны применять физическое наказание к своим детям.
- 1997 год — В рамках ЮНЕСКО создана Международная палата «Дети и насилие на экране». Отправной её точкой стала «Конвенция о правах ребёнка» ООН.
- 1998 год — В отчете группы по исследованию телевизионного насилия на национальном телевидении сделан вывод о том, что 60 % всех телепередач содержат насилие, и, что «существует значительный риск негативного воздействия просмотра насилия на телеэкране». В Лос-Анджелесе прошла конференция исследователей и представителей медиаиндустрии по проблемам телевидения и здоровья детей.
- 2008 год — The Lancet опубликовали исследование, в котором говорилось о влиянии насилия, показываемого по телевизору, на поведение детей в Северной Америке. Оно показало, что после просмотра подобных сцен, дети подвержены испугу и агрессивному поведению.[3]

Психологическая модель Комстока
Г. Комсток (Сиракузский университет) и его научный коллектив использовали психологическую модель для описания определённых ментальных процессов, имеющих место при просмотре телепередач (Comstock et al. 1978). Модель показывает, что поведение персонажей телепередач может оказывать воздействие на поведение зрителя. Индивид обучается поведению, которое он видит на экране, и может перенимать его. Использование нового поведения обуславливается его значимостью (или психологической важностью) для индивида, а также степенью волнения или мотивацией индивида (данная характеристика в рамках модели называется возбуждением), достигаемого в результате использования такого поведения. Важной переменной, определяющей интенсивность медиа-воздействия, выступает воспринимаемая реальность изображенного поведения (то есть, чем реалистичнее медиаобраз, тем выраженнее психологическое воздействие на зрителя и тем сильнее потенциальное воздействие на его поведение).
Модель когнитивной обработки Торсона.
В фокусе внимания автора модели — действия, обеспечивающие обработку информации телевизионных рекламных роликов. Модель учитывает заинтересованность и внимание индивидуального зрителя по отношению к рекламному сообщению, особенности его памяти и даже языковые способности как факторы, определяющие потенциальное воздействие сообщений. Например, иностранному студенту, не вполне освоившему английский язык, будет труднее обрабатывать и запоминать информацию, содержащуюся в рекламных роликах, чем носителю языка.

## Исследование медиавоздействия
Исследование воздействия СМИ обычно предполагает наличие фундаментальных причинно-следственных связей . Но также бывает, что социологи принимают во внимание случайности. Тогда они применяют статистические методы для объяснения случайностей. Согласно Д. К. Перри: «Любое обсуждение медиавоздействия требует обоснования причинно-следственных отношений. Перед тем как прийти к заключению, что одно явление является причиной другого, исследователь должен выяснить три вопроса. Во-первых, предполагаемая причина и предполагаемое следствие должны ковариировать или сочетаться. Например, те зрители, которые потребляют большие объёмы медианасилия, должны, в общем и целом, быть более агрессивными или менее агрессивными, чем другие… Во-вторых, предполагаемая причина должна предшествовать во времени предполагаемому следствию. Наконец, исследователь должен устранить возможность вероятных альтернативных объяснений (например, какую-либо третью переменную) наблюдаемой ковариации предполагаемых причины и следствия»

### Методы исследования медиавоздействия
На сегодняшний день самый популярный метод изучения простейших форм медиавоздействия — экспериментальный метод. Также используют: метод опроса, полевой эксперимент, лонгитюдное исследование, триангуляцию методик.